# Следствие ведут ЗнаТоКи. Побег

Кадр из фильма.
«Подчас это сложнейший вопрос — где был чижик-пыжик такого-то числа в такое-то время»
Томин — Л. Каневский

«Следствие ведут ЗнаТоКи. Побег» — детективный телефильм 1973 года из цикла «Следствие ведут ЗнаТоКи».

## Сюжет
Из колонии бежит осуждённый за злостное хулиганство Багров. Следствие по его делу вёл Знаменский. Багров не закоренелый преступник, а просто импульсивный и самолюбивый человек неуёмной энергии, к тому же пьяница, во хмелю не контролирующий себя. «Мужик с крутыми заносами» — характеризует его Томин. Багров любит свою жену Майю и при этом очень ревнив. Томину удаётся выяснить мотив побега: интриган-солагерник Калищенко (живший в том же городке, что и Багровы) внушил Багрову, что жена изменяет ему с директором местной школы Загорским. Ясно, что Багров явится в свой провинциальный город Еловск и, вероятно, будет мстить.
Багров действительно появляется в городе, встречается с женой, объясняется с ней, начинает понимать, что обманут, и уже было решает идти сдаваться в милицию, но после встречи с дочерью Катей, которая прямо заявляет, что он испортил жизнь и матери, и ей, срывается: напивается, останавливает на шоссе грузовик, выбрасывает шофёра, вскакивает сам за руль и едет в соседний город искать Загорского. Сбив милиционера-мотоциклиста, Багров забирает его пистолет. Загнанный милицейской погоней, он забирается в какой-то сарай на обочине. Томин в одиночку идёт к нему на переговоры, чтобы образумить и убедить сдаться. Томин уже почти добивается своего, но вмешивается случайность — ветер распахивает дверь сарая. Донельзя взвинченный Багров принимает это за начало штурма и ранит Томина.
Багрова задерживают. О состоянии Томина еловские милиционеры говорят очень пессимистично; Знаменский на телефонный звонок в финале реагирует, как на трагическое известие; тем не менее, впрямую о гибели Томина не говорится.

## Особенности фильма
«Побег» представляет собой своего рода бенефис инспектора Томина: из всех Знатоков фактически он один в этом фильме занимается своей работой. Знаменский и Кибрит в основном ждут его возвращения к праздничному столу.
В «Побеге» происходит единственная в сериале автопогоня; впервые звучит выстрел; впервые показан краешек личной, неслужебной жизни Томина; впервые прямо упоминается о намечавшихся когда-то близких отношениях между Знаменским и Кибрит; впервые в кадре герой поёт под гитару; впервые звучат другие песни, кроме заглавной — песня Томина «А мимо окон тени на снегу…» и «Где ты, гармонь певучая» (исполняет Валентина Толкунова), если не считать куплетов про водочку, которые Шахов поёт гостям в первом фильме, аккомпанируя себе на пианино. В отличие от более ранних серий, в «Побеге» много сцен, снятых на натуре.
В одном из эпизодов фильма вновь появляется мошенник Ковальский по кличке Хирург (Григорий Лямпе). Он отбывает наказание в одной колонии с Багровым и Калищенко, и к нему обращается Томин, чтобы понять мотив побега. Первый раз Хирург был показан во втором фильме «Ваше подлинное имя…», а в третий раз появится позже — в «Подпаске с огурцом».
Подруга Майи Багровой, парикмахерша из Еловска Сергеева — это бывшая Шахиня, жена главаря шайки расхитителей из первого фильма («Чёрный Маклер»).
Старший инспектор ГАИ Филиппов (Лев Дуров), действовавший в предыдущем фильме на главных ролях наряду со Знаменским, появляется как гость на юбилее матери Пал Палыча.

## Роли и исполнители
- Георгий Мартынюк — Знаменский
- Леонид Каневский — Томин
- Эльза Леждей — Кибрит
- Леонид Марков — Михаил Терентьевич Багров
- Ия Саввина — Майя Петровна Багрова
- Виктория Салтыковская — Катя Багрова
- Людмила Богданова — Елена Романовна Сергеева, бывшая Шахова (см. «Чёрный Маклер»)
- Лев Дуров — Филиппов
- Николай Пастухов — замначальника Еловского РОВД по оперативной работе Гусев
- Григорий Лямпе — Ковальский
- Герман Юшко — лейтенант
- Алексей Крыченков — Виктор
- Евгений Гуров — старик Полозов
- Геннадий Крынкин — участковый инспектор Скалкин
- Евгений Быкадоров — дежурный Еловского РОВД Сидоров
- Юрий Лихачев — общественник Капитонов
- Иван Рябинин — Калищенко
- Вера Васильева — Маргарита Николаевна Знаменская

Николай Пастухов, играющий в этом фильме роль замначальника Еловского РОВД Гусева, снимался также в одиннадцатом фильме сериала, «Следствие ведут ЗнаТоКи. Любой ценой». Там он играет одну из главных ролей — подследственного Тобольцева.

## Отзывы
- Из книги Ф. И. Раззакова (2009):

«Гораздо больше повезло…Томину, которого играл Леонид Каневский. Из „знатоков“ он был самым обаятельным, остроумным, жизнерадостным. Поэтому, когда в „деле“ под названием „Побег“ его героя тяжело ранили и серия закончилась непонятно для зрителей — то ли Томин умер, то ли выжил, — они буквально завалили телевидение письмами с требованием оставить жизнерадостного опера живым. Поступить вопреки гласу народному было бы равносильно самоубийству».

- Алексей Самохвалов, директор Национального исследовательского центра телевидения и радио (2009):

«К рубежу 1960—1970 годов относится и творчество сценариста Александра Лаврова, одного из соавторов цикла „Следствие ведут знатоки“, два фильма из которых „Шантаж“ и „Побег“ можно уверенно отнести к классике отечественного телевизионного детектива, как и фильмы по сценариям Аркадия Вайнера, в числе которых „Место встречи изменить нельзя“ и „Визит к Минотавру“».